# Злочинність в Бухаресті
Злочинність в Бухаресті є відносно низькою порівнюючи з іншими столицями Європи. Чисельність злочинів в Бухаресті знизилась на 51 відсоток з 2000 по 2004 рік і на 7% з 2012 по 2013 роки. Злочини проти життя і здоров'я разом зі всіма злочинами, скоєні організованою злочинністю, складають 16% від загального числа злочинів, проте в країні широко розвинуті невеликі злочини, а на всіх рівнях державних і приватних організацій існує корупція.
Не дивлячись на в цілому низький рівень злочинності, квартал Ферентарь з більшістю циганського населення є найкримінальнішим в Бухаресті та, по деяким даним, одним з найкримінальніших в світі: там широко розвинена проституція і наркоторгівля, діють декілька злочинних угруповань. Саме там діяла банда Кеметару, відома виробництвом і продажем наркотиків (45 людей було заарештовано поліцією під час одного рейду в Жебреуць) .

## Вбивства, зґвалтування і бійки
Загальне число злочинів проти життя людини в Бухаресті є одним з найнижчих, якщо брати всі столиці Євросоюзу. В 2007 році було зафіксовано 11 вбивств і 983 збройних нападів з загрозою для життя.. Число таких злочинів знизилось на 13% з 2012 по 2013 роки, однак загальна кількість вбивств стала більшою, ніж у 2007 році (19 проти 18).

## Крадіжки та шахрайства
В Бухаресті широко розвинуті такі злочини, як кишенькові крадіжки (зазвичай у міському транспорті) і вуличні шахрайства. Найрозвинутіший вид шахрайства «Марадона», коли до людини (частіше туриста) підходять "поліцейські", вимагаючи паспорт і гаманець. Найнебезпечнішим районом в цьому плані є квартал Ферентарі. Кількість крадіжок і шахрайства знизилась на 13,6% в 2013 році порівняно з 2012 роком..

## Жебрацтво
Велику кількість бухарестських жебраків в XVIII і XIX столітті можна було зустріти біля Моста бідняків (рум. Podul Calicilor), біля Катедрального собору і Церкви Мірча Воде. Бідняки організували свою гільдію, якою керував «старостат». 
В 1990-і роки в Бухаресті виросла кількість безпритульних, бідняків і бездомних. Проте, в Бухаресті в 2006 році налічувалося близько 1000 безпритульних, які займалися крадіжками та жебрацтвом. У 2007 році багато хто з них були відправлені в дитячі будинки, проте небезпека не минула: поліція припускає, що безпритульні можуть бути пов'язані з організованими злочинними угрупованнями, які використовують дітей для досягнення своїх цілей.

## Корупція
Румунія займає 57-е місце в Індексі сприйняття корупції, однак стан з корупцією в Бухаресті набагато гірший, ніж цілком у країні.